# Haploa conscita
Haploa conscita är en fjärilsart som beskrevs av Walker 1865. Haploa conscita ingår i släktet Haploa och familjen björnspinnare. Inga underarter finns listade i Catalogue of Life.